# Marià Urdiain i Asquerino

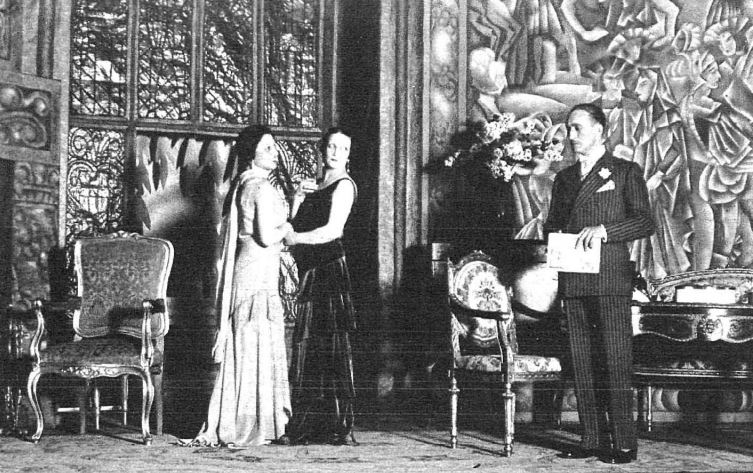
Irene López Heredia, Irene Barroso i Mariano Asquerino.

Marià Urdiain i Asquerino (Reus, Baix Camp, 5 de maig de 1889 - Madrid, 5 de desembre de 1957) fou un actor de teatre i cinema català. Va ser conegut amb el nom artístic de Mariano Asquerino, nom que passaria a la seva filla, la també actriu María Asquerino. El seu pare Cándido Urdiain Ros era un militar nascut a Arbeiza, Navarra destinat a les casernes de Reus i la seva mare Sofia Asquerino i Germán natural de València.
Va començar a treballar al Teatro Español de Madrid el 1909. Va tenir un gran èxit i va realitzar 7 gires per l'Amèrica del Sud i per l'estat espanyol. Va estar unit sentimentalment cap els anys 1923-1926 amb l'actriu Eloísa Muro i Loza, amb la que va tenir una filla, María Asquerino, encara que no es van casar. A partir de 1932 treballava a la companyia de la actriu Irene López Heredia, que passà a anomenar-se Asquerino-López Heredia.
L'any 1948 fou premiat pel Circulo de Bellas Artes amb la 'Medalla d'or' al millor intèrpret masculí.
És considerat un dels grans actors espanyols del segle xx.

## Filmografia
Va participar en les pel·lícules :
1. Historias de Madrid (1958)
2. Los ases buscan la paz (1955)
3. Cómicos (1954)
4. Aventuras del barbero de Sevilla (1954)
5. La noche del sábado (1950)
6. De mujer a mujer (1950)
7. La duquesa de Benamejí (1949)
8. Filigrana (1949)
9. Llegada de noche (1949)
10. La fiesta sigue (1948) .... Marqués
11. La princesa de los ursinos (1947) .... Torcy
12. Eugenia de Montijo (1944) .... Napoleón II
13. Noche fantástica (1943)
14. Rosas de otoño (1943)
15. Doce hombres y una mujer (1934)
16. La muñeca rota (1927)
17. Mancha que limpia (1924)
18. La madona de las rosas (1919)
19. El rey de la serranía (1918)
20. La tía de Pancho (1918)
21. La dicha ajena (1917)
22. Culpas ajenas (1916)
23. El beso fatal (1916)